# Ален Корно
Ален Корно́ (фр. Alain Corneau; 7 серпня 1943 — 30 серпня 2010) — французький режисер, продюсер і сценарист.

## Біографія
Ален Корно народився 7 серпня 1943 року в Мен-сюр-Луар (Франція).
У молодості він займався музикою, хотів зробити картину в джазі. Навчався режисурі в знаменитій кіношколі IDHEC (сучасна назва La femis). Після закінчення інституту деякий час жив у Нью-Йорку, збираючись зняти повнометражний фільм про фрі-джаз, але, не знайшовши грошей, повернувся до Парижа, де поступив стажистом на фільм Коста-Гавраса «Зайва людина». У наступні роки працював асистентом режисера у фільмах Коста-Гавраса, Марселя Камю, Надін Трентіньян та інших французьких режисерів.
Як самостійний режисер почав свою кар'єру з детективів, знявши кілька успішних фільмів у цьому жанрі, найпомітнішим з яких став фільм «Чорна серія», в якому взяли участь Марі Трентіньян і Бернар Бліє. Цей фільм залишився в історії французького кіно. З 1974 року зняв близько 20 фільмів різних жанрів.
Ще однією помітною його роботою став фільм «Форт Саган» з Жераром Депардьє.
У 1992 році його картина «Всі ранки світу» (Tous les matins du monde), що розповідає історію знаменитого музиканта, який жив у XVII столітті, отримала першу премію французького кінематографа «Сезар». Фільм переміг відразу в семи номінаціях: за найкращий фільм, найкращу режисуру, найкращу жіночу роль другого плану, найкращу фотографію, звук, музику і костюми.
У 2003 році Корно зняв фільм «Страх і трепет» за романом бельгійської письменниці Амелі Нотомб.
Корно також був лауреатом фестивалю у Карлових Варах і Монреальського міжнародного кінофестивалю, брав участь у Каннському і Берлінському кінофестивалях.
Остання робота Корно — трилер «Любовний злочин» («Crime d'amour») — вийшов на екрани французьких кінотеатрів у 2010.
Ален Корно був розлучений, мав відносини з Надін Трентіньян.
У 2004 році Корно отримав премію імені Рене Клера від Французької академії, яка вручається за творчий внесок, а в 2010 році — кінематографічну премію імені Анрі Ланглуа.
Помер в ніч на 30 серпня 2010 у паризькій лікарні. Корно було 67 років. За даними ЗМІ, він помер від раку легенів.

## Фільмографія

### Режисер
- 1974 — «Франція, акціонерне товариство» / France société anonyme
- 1976 — «Поліційний пістолет „Пітон 357“» / Police Python 357
- 1977 — «Загроза» / La menace
- 1979 — «Чорна серія» / Série noire
- 1981 — «Вибір зброї» / Le choix des armes
- 1984 — «Форт Саган» / Fort Saganne
- 1986 — «Малюк» / Le môme
- 1989 — «Індійський ноктюрн» / Nocturne indien
- 1991 — «Проти забуття» / Contre l'oubli
- 1991 — «Усі ранки світу» / Tous les matins du monde
- 1995 — «Новій Світ» / Le nouveau monde
- 1995 — «Люм'єр і компанія» / Lumière et compagnie
- 1997 — «Кузен» / Le cousin
- 2000 — «Володар Пацифіди» / Le prince du Pacifique
- 2003 — «Страх і трепет» / Stupeur et tremblements
- 2005 — «Сині слова» / Les mots bleus
- 2007 — «Друге дихання» / Le deuxième souffle
- 2010 — «Любовний злочин» / Crime d'amour

### Сценарист
- 1973 — «Знати заборонено» / Défense de savoir
- 1974 — «Франція, акціонерне товариство» / France société anonyme (адаптація)
- 1976 — «Поліційний пістолет „Пітон 357“» / Police Python 357
- 1977 — «Загроза» / La menace
- 1979 — «Чорна серія» / Série noire (адаптація)
- 1981 — «Вибір зброї» / Le choix des armes
- 1984 — «Форт Саган» / Fort Saganne (і адаптація)
- 1986 — «Малюк» / Le môme (і адаптація)
- 1989 — «Індійський ноктюрн» / Nocturne indien (адаптація)
- 1991 — «Усі ранки світу» / Tous les matins du monde (адаптація)
- 1995 — «Новий Світ» / Le nouveau monde (адаптація)
- 1997 — «Кузен» / Le cousin
- 2000 — «Володар Пацифіди» / Le prince du Pacifique (адаптація)
- 2003 — «Страх і трепет» / Stupeur et tremblements
- 2005 — «Сині слова» / Les mots bleus (і роман, і адаптация)
- 2007 — «Друге дихання» / Le deuxième souffle (і адаптація)
- 2010 — «Любовний злочин» / Crime d'amour (адаптація)
- 2012 — «Пристрасть» / Passion